# Nesomylacris fratercula
Nesomylacris fratercula är en kackerlacksart som beskrevs av Rehn, J. A. G. 1930. Nesomylacris fratercula ingår i släktet Nesomylacris och familjen småkackerlackor.
Artens utbredningsområde är Kuba. Inga underarter finns listade i Catalogue of Life.